# عین نقوبا
عین نقوبا (به لاتین: Ein Naqquba) یک روستا در اسرائیل است که در منطقه شورایی ماتیه یهودا واقع شده‌است. ساکنین این روستا، پیش از تاسیس این روستا در محلی در نزدیکی این روستا، به نام بیت نقوبه ساکن بودند. اهالی بیت نقوبه در نکبت سال ۱۹۴۸، اصطلاحی که به پاک سازی قومی بخش وسیعی از فلسطین اشاره دارد، از خانه خود در این روستا اخراج شده اند. خانه های این روستا تخریب شده و بر روی آن روستای جدید بیت نکوفا ساخته شد. استثنائا، بر خلاف صدها روستای دیگر، اسرائیل به ساکنین روستای بیت نقوبه اجازه بازگشت داد. اهالی این روستا، در نزدیکی بیت نکوفا، این روستای جدید به نام عین نقوبا را بنا نهادند.